# Канастеро малий
Канасте́ро малий (Asthenes pyrrholeuca) — вид горобцеподібних птахів родини горнерових (Furnariidae). Мешкає в Патагонії.

## Підвиди
Виділяють два підвиди:

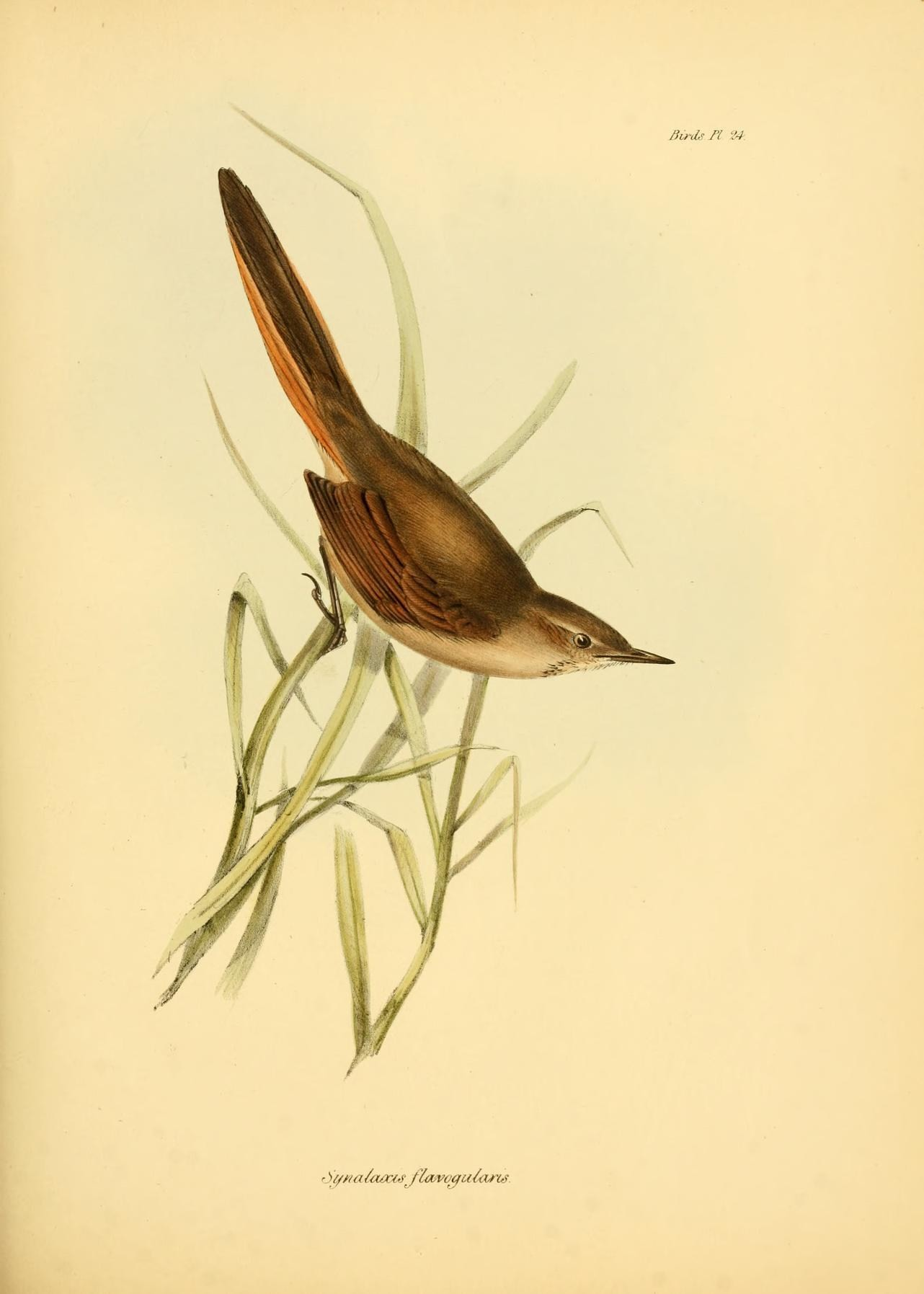
Малий канастеро

- A. p. pyrrholeuca (Vieillot, 1817) — центральна і південна Аргентина (від Сантьяго-дель-Естеро на південь до Санта-Крусу);
- A. p. sordida (Lesson, R, 1839) — центральне і південне Чилі (від Вальпараїсо на південь до Айсену, спостерігався в Магальянесі) і захід центральної Аргентини (південна Мендоса, Неукен, захід Ріо-Негро).

## Поширення і екологія
Малі канастеро гніздяться в центральній і південній Аргентині та на східних схилах Анд в Чилі. Взимку частина популяції мігрує на північ, до північної Аргентини, південного Парагваю, південної Болівії, західного Уругваю та крайнього південного заходу Бразилії. Вони живуть у високогірних чагарникових заростях, серед скель, на луках, пасовищах і степах Патагонії. Зустрічаються переважно на висоті до 2000 м над рівнем моря.